# Hardcore hip hop
El hardcore hip hop o hardcore rap es un subgénero musical del hip hop, caracterizado por su concurrente agresividad literaria.
Este es un término musical usado en el entorno del colectivo del hip hop en español a partir del término inglés del hardcore hip hop para englobar a este tipo de rap con roots reggae. Se desarrolló a través del rap de la Costa Este durante los años 1980, donde los pioneros fueron KRS-One y Kool G Rap.

## Características
Se caracteriza por una constante agresividad (aunque esta es casi siempre justificada por sus compositores); es un género directo y contundente en sus letras, generalmente contra la política e injusticias de la sociedad, sobre la situación callejera, contra la opresión, describiendo la realidad sin censuras ni tapujos, frecuentemente con el uso de lenguaje obsceno. En ocasiones se incluyen voces rotas o rasgadas, coros agresivos, melodías difusas u oscuras (minimalísticas) y bombos con bajos potentes.
Algunos exponentes son Mobb Deep, Wu-Tang Clan, Artifacts, Jeru The Damaja, Black Moon, entre otros.

## Historia
Durante el auge de la música hip hop en español, sobre el año 1998, se produce la necesidad de distinguir y catalogar entre los distintos estilos de rap, aunque este ya gozaba de gran popularidad en Estados Unidos.